# Liberal (Kansas)
Liberal è una città degli Stati Uniti d'America, situato nello Stato del Kansas, nella contea di Seward.